# Pedro Correia de Godói
Pedro Correa de Godói foi um dos primeiros descobridores do ouro no Ribeirão do Carmo, futura cidade Mariana. Mudou-se por volta de 1702 para as margens do rio Miguel Garcia, no sitio chamado Gualacho do Sul. Em 1727, ter-se-ia mudado para sítio junto ao rio Cochipó, na Vila Real de Bom Jesus de Cuiabá. De seu casamento com Ana, gerou nove filhos:
- Maria;
- Antônio Álvares Machado;
- Catarina Machado;
- Sebastiana Paes;
- Francisco;
- João de Borba Gato;
- Margarida de Linhares;
- Salvador Machado;
- Paula Machado.